# Heliconius sulphurea
Heliconius sulphurea är en fjärilsart som beskrevs av Otto Staudinger 1896. Heliconius sulphurea ingår i släktet Heliconius och familjen praktfjärilar. Inga underarter finns listade i Catalogue of Life.